# Composició X (Kandinski)
Composició X és una pintura a l'oli sobre tela realitzada per l'artista rus Vassili Kandinski l'any 1939. Composició X, l'últim treball de la sèrie "Composicions", es caracteritza pels seus elements de colors forts que contrasten amb el fons negre; les formes apunten cap amunt i cap a fora. A dalt de la pintura, al centre, es distingeix un element amb forma de lluna, entre un llibre obert i un globus de color marró, fet que transmet la idea que els elements de colors es troben en un escenari còsmic alternatiu i visionari.
Es tracta de l'última obra del pintor abans que esclatés la Segona Guerra Mundial. Malgrat l'eminència del conflicte, el quadre retrata un món pictòric i visionari, en la seva riquesa de colors i formes.
Kandinski sovint relacionava la pintura de colors i figures sobre tela amb la composició de bona música, i és per això que va titular molts dels seus quadres Composicions. La seva analogia de l'art pictòric com una composició musical girava entorn del piano: els ulls eren els martellets, el color era el teclat i l'ànima era les cordes del piano. Talment com la música, que no és simplement una barreja de notes, les obres del pintor rus no eren simplement amalgames de formes i colors diversos. Eren elements musicals curosament ordenats, amb la proporció precisa la màxima resposta estètica i emocional en l'observador.